# Pagaronia okadai
Pagaronia okadai är en insektsart som beskrevs av Anufriev 1971. Pagaronia okadai ingår i släktet Pagaronia och familjen dvärgstritar. Inga underarter finns listade i Catalogue of Life.